# Équipe de Corée du Sud féminine de football
Cet article traite de l'équipe féminine. Pour l'équipe masculine, voir Équipe de Corée du Sud de football.
Ne doit pas être confondu avec Équipe de Corée du Nord féminine de football.
Maillots
L'équipe de Corée du Sud de football féminin est constituée par une sélection des meilleures joueuses sud-coréennes sous l'égide de la Fédération de Corée du Sud de football.

## Classement FIFA
| Année              | 2003 | 2004 | 2005 | 2006 | 2007 | 2008 | 2009 | 2010 | 2011 | 2012 | 2013 | 2014 | 2015 | 2016 | 2017 | 2018 | 2019 | 2020 | 2021 | 2022 | 2023 | 2024 |
| ------------------ | ---- | ---- | ---- | ---- | ---- | ---- | ---- | ---- | ---- | ---- | ---- | ---- | ---- | ---- | ---- | ---- | ---- | ---- | ---- | ---- | ---- | ---- |
| Classement mondial | 25   | 26   | 23   | 23   | 25   | 22   | 21   | 18   | 16   | 16   | 17   | 17   | 18   | 18   | 14   | 14   | 20   | 18   | 18   | 15   | 20   | 20   |
| Classement AFC     | 6    | 6    | 5    | 5    | 5    | 5    | 5    | 5    | 4    | 4    | 4    | 5    | 5    | 5    | 4    |      | 5    | 4    | 4    | 5    | 5    | 5    |

## Palmarès

### Parcours enCoupe du monde féminine de football
| Édition | Performance         | J             | V             | N             | D             | Bp            | Bc            |
| ------- | ------------------- | ------------- | ------------- | ------------- | ------------- | ------------- | ------------- |
| 1991    | Non qualifiée       | Non qualifiée | Non qualifiée | Non qualifiée | Non qualifiée | Non qualifiée | Non qualifiée |
| 1995    | Non qualifiée       | Non qualifiée | Non qualifiée | Non qualifiée | Non qualifiée | Non qualifiée | Non qualifiée |
| 1999    | Non qualifiée       | Non qualifiée | Non qualifiée | Non qualifiée | Non qualifiée | Non qualifiée | Non qualifiée |
| 2003    | 1er tour            | 3             | 0             | 0             | 3             | 1             | 11            |
| 2007    | Non qualifiée       | Non qualifiée | Non qualifiée | Non qualifiée | Non qualifiée | Non qualifiée | Non qualifiée |
| 2011    | Non qualifiée       | Non qualifiée | Non qualifiée | Non qualifiée | Non qualifiée | Non qualifiée | Non qualifiée |
| 2015    | Huitièmes de finale | 4             | 1             | 1             | 2             | 4             | 8             |
| 2019    | 1er tour            | 3             | 0             | 0             | 3             | 1             | 8             |
| 2023    | 1er tour            | 3             | 0             | 1             | 2             | 1             | 4             |
| 2027    | À venir             | -             | -             | -             | -             | -             | -             |
| 2031    | À venir             | -             | -             | -             | -             | -             | -             |
| 2035    | À venir             | -             | -             | -             | -             | -             | -             |
| Total   | 4/9                 | 13            | 1             | 2             | 10            | 7             | 31            |

### Parcours auxJeux olympiques
- 1996 : non qualifiée
- 2000 : non qualifiée
- 2004 : non qualifiée
- 2008 : non qualifiée
- 2012 : non qualifiée
- 2016 : non qualifiée
- 2020 : non qualifiée
- 2024 : non qualifiée
- 2028 : À venir
- 2032 : À venir

### Coupe d'Asie féminine de football
- 1975 : non inscrite
- 1977 : non inscrite
- 1979 : non inscrite
- 1981 : non inscrite
- 1983 : non inscrite
- 1986 : non inscrite
- 1989 : non inscrite
- 1991 : 1er tour
- 1993 : 1er tour
- 1995 : 4e
- 1997 : 1er tour
- 1999 : 1er tour
- 2001 : 4e
- 2003 :  3e
- 2006 : 1er tour
- 2008 : 1er tour
- 2010 : 1er tour
- 2014 : 4e
- 2018 : 1er tour (5e)
- 2022 :  Finaliste
- 2026 : Qualifiée
- 2029 : À venir

### Championnat d'Asie de l'Est féminin de football
- 2005 :  Vainqueur
- 2008 : 4e
- 2010 :  3e
- 2013 :  3e
- 2015 :  2e
- 2017 : 4e
- 2019 :  2e
- 2022 :  3e
- 2025 :  Vainqueur